# Tarta Banoffee
La tarta banoffee es un pastel inglés hecho de plátanos (bananos), crema y tofe (hecho a su vez de leche condensada hervida, o dulce de leche), combinado bien con una base de galletas de mantequilla o bien con una hecha de galletas machacadas y mantequilla. Algunas versiones de la receta también incluye chocolate, café o ambos.
Su nombre, a veces escrito como banoffi, es una combinación entre banana ('plátano') y toffee ('tofe').

## Historia
El mérito de la invención del pastel es reclamado por Nigel Mackenzie e Ian Dowding, el dueño y el chef, respectivamente, del restaurante The Hungry Monk en Jevington, East Sussex. Ellos aseguran haber desarrollado el postre en 1971 intentando enmendar una receta estadounidense poco fiable de Blum's Coffee Toffee Pie con un toffee suave hecho tras hervir una lata cerrada de leche condensada durante varias horas.
Después de probar varios cambios que incluyen la adición de manzana o mandarinas, Mackenzie sugirió plátano y Dowding más tarde dijo que «enseguida supimos que habíamos acertado». Mackenzie sugirió el nombre tarta banoffee, y el plato resultó ser tan popular con sus clientes que «no lo podrían sacar» de la carta.
La receta fue publicada en The Deeper Secrets of the Hungry Monk en 1974, y reimpresa en 1997 en el recetario En el cielo con El Monje Famélico. Dowding ha declarado tener «fobia a las bases de miga de galleta y esa crema horrible en aerosoles». Era la comida favorita de Margaret Thatcher para cocinar.
La receta fue adoptada por muchos otros restaurantes a través del mundo. En 1984, un número de supermercados empezó a venderlo como tarta americana, llevando a Nigel Mackenzie a ofrecer un premio de 10 000 libras esterlinas a cualquiera que pudiera refutar su reclamación de ser los inventores ingleses.
La palabra banoffee se introdujo en la lengua inglesa y acabó siendo utilizada para describir cualquier alimento o producto que sepa o huela simultáneamente a plátano y toffee. Una receta del pastel, utilizando una base de miga de galleta, es a menudo impresa en latas de Nestlé de leche condensada.